# Werner Müller (Politiker, 1900)
Werner August Wilhelm Müller (* 29. Juli 1900 in Pankow bei Berlin; † 16. Dezember 1955 in Berlin) war ein deutscher Jurist und Politiker.

## Leben
Müller studierte Rechts- und Staatswissenschaften an der Universität Königsberg und wurde dort am 31. Juli 1923 zum Dr. jur. promoviert. Thema seiner Dissertation war die Bisherige Entwicklung des Polizeibegriffes mit besonderer Berücksichtigung des Wohlfahrtszweckes. Von 1926 bis 1928 war er Gerichtsassessor am Landgericht Berlin I. Anschließend arbeitete er in der Stadtverwaltung und wurde zum Magistratsrat und später zum Obermagistratsrat ernannt.
Nach 1945 war Müller Generalreferent im Bau- und Wohnungswesen, ab 1949 leitender Magistratsdirektor der Abteilung Rechtswesen. 1951 wurde der parteilose Müller im ersten West-Berliner Senat unter dem sozialdemokratischen Regierenden Bürgermeister Ernst Reuter zum Senator für Inneres ernannt. Auch dem CDU-geführten Nachfolgesenat unter Walther Schreiber gehörte er zunächst an, trat dann aber am 20. November 1953 von seinem Amt zurück. Von 1954 bis zu seinem Tod 1955 war Müller Präsident des Verwaltungsgerichts Berlin.
Müller war  verheiratet und hatte ein Kind.